# 黑街聖徒3
《黑街聖徒3》是以黑幫為主題的動作電腦遊戲，由Volition公司負責開發，THQ 發行。
本作于2011年11月15日在澳大利亞與北美發行，在同年11月18日在歐洲發行，並於 2019年5月10日在任天堂Switch上發布。本作支援微軟Windows作業系統、PlayStation 3(PS3)、Xbox 360與任天堂Switch。本作是繼黑街聖徒2後黑街聖徒系列的第三部。與黑街聖徒2一樣，玩家控制第三街聖徒的領頭人。本作劇情集中在聖徒們與第三幫派的現代幫派戰爭上。

## 复刻版
由Deep Silver Volition與Sperasoft开发的《黑道圣徒3：复刻版》於2020年5月22日在PlayStation 4、Xbox One發布，2020年5月23日上架Epic Games Store，2021年3月5日於Stadia發布，2021年5月25日於Xbox Series X/S、PlayStation 5發布，2021年7月29日於Amazon Luna發布。复刻版包含全部DLC和相较于原版更好的画质。

## DLC
- Gangstas in Space
- The Trouble With Clones
- Genkibowl VII
- Nyte Blayde Pack
- Penthouse Pack
- Moneyshot Pack
- Witches and Wieners
- Blodsucker Pack
- Special Ops Vehicle Pack
- Steelport Gangs Pack
- Invincible Pack
- Funtime Pack（或稱作 Professor Genki's Hyper Ordinary Pack）
- Horror Pack
- Unlockable Pack
- Warrior Pack
- Explosive Combat Pack
- Shark Attack Pack
- Z Style Pack
- Genki Girl Pack

## 外部連結
- 黑街聖徒3官方網站（页面存档备份，存于）